# SMS Kaiser Karl VI.
SMS Kaiser Karl VI. byl druhý postavený pancéřový křižník Rakousko-uherského námořnictva. Účastnil se první světové války a jeho posádka se také připojila ke vzpouře v boce Kotorské v roce 1918. Po válce byl jako součást reparací předán Velké Británii, která ho nechala sešrotovat.

## Konstrukce

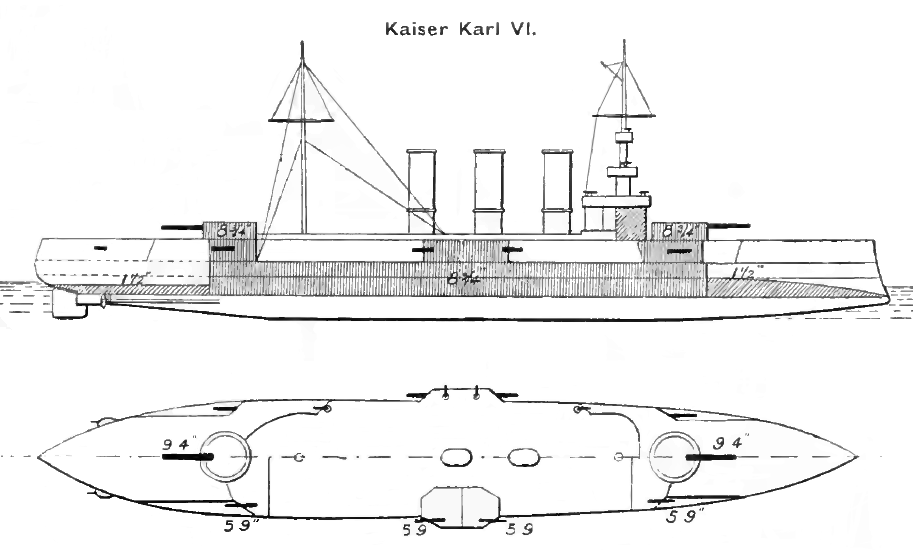
Základní uspořádání plavidla

Hlavní výzbroj tvořily dva 240mm kanóny Krupp, umístěné v jednohlavňových věžích – po jedné na přídi a na zádi. Osm 150mm kanónů sekundární ráže bylo v kasematech na bocích lodě. Lehkou výzbroj představovalo osmnáct 47mm kanónů a loď také nesla dva torpédomety. Boční 210mm silný pancéřový pás chránil trup na čáře ponoru v prostoru mezi dělovými věžemi. Pancéřová paluba měla sílu 60 mm a můstek měl pancíř silný 200 mm.

## Operační nasazení

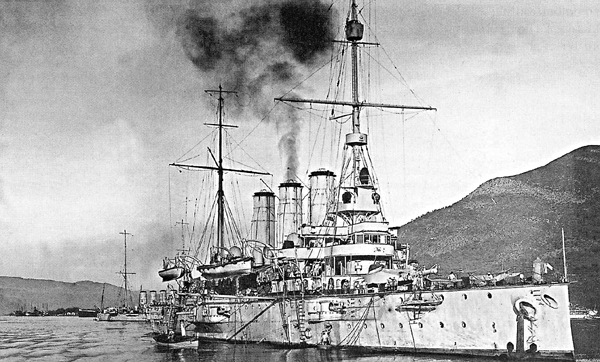
Kaiser Karl VI.

V letech 1902-1903 křižník působil jako staniční loď v Číně.
Za první světové války byl Kaiser Karl VI. stále v aktivní službě. Hned na počátku války se podílel na rakousko-uherském pokusu o námořní blokádu černohorského pobřeží s pomocí hladinových lodí. Dne 12. srpna 1914 Kaiser Karl VI. ostřeloval postavení černohorského pobřežního dělostřelectva,, 24. října pak ostřeloval pozice černohorského dělostřelectva na hoře Lovčen. Posádka lodi se také v roce 1918 připojila k neúspěšné vzpouře v Boce Kotorské. V březnu 1918 byl křižník využíván již jen jako velitelská a ubytovací loď v Šibeniku. Po válce byl křižník jako součást reparací předán Velké Británii, která ho nechala roku 1922 v Neapoli sešrotovat.